# Départ des murs

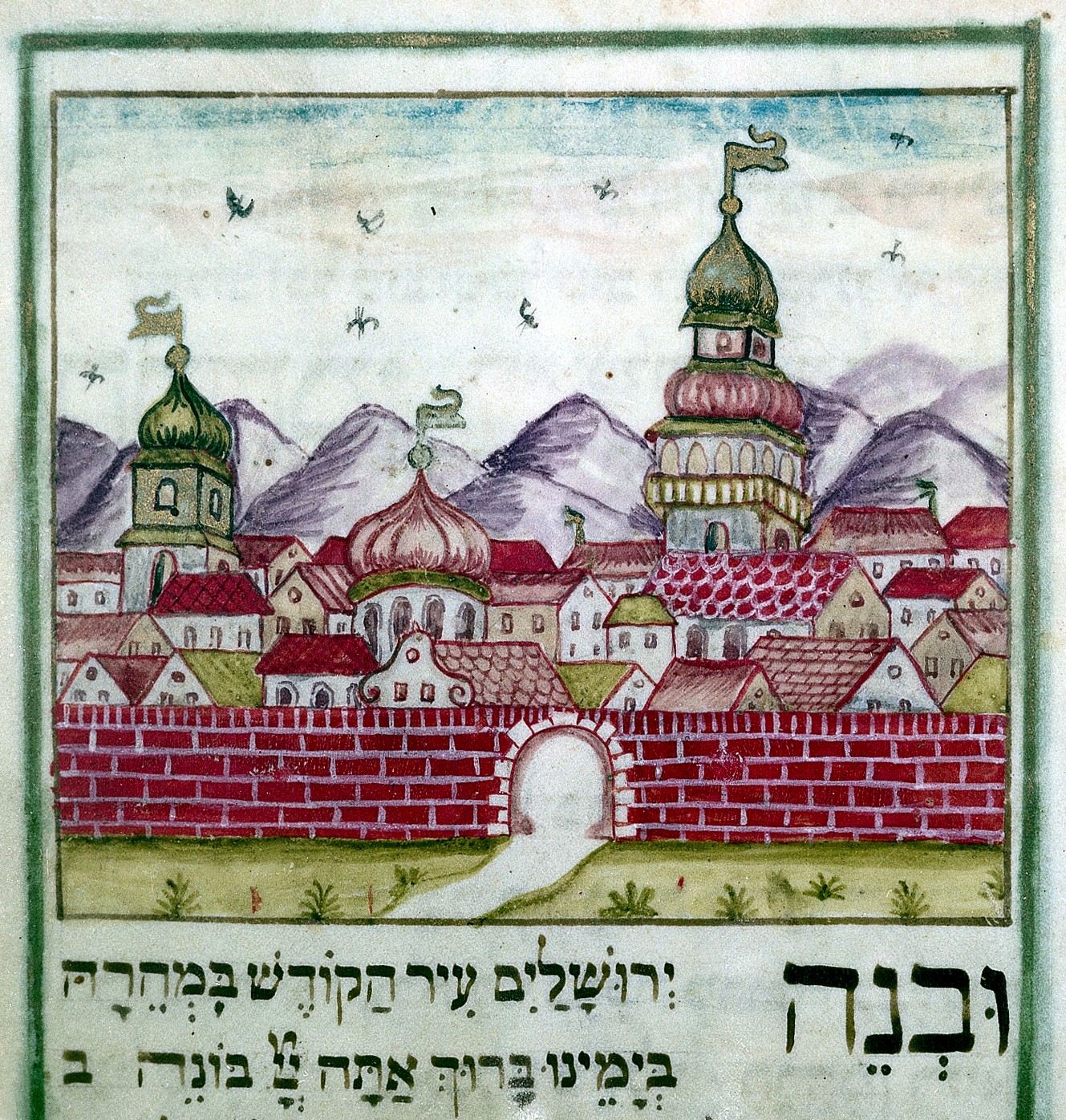
Vue de Jérusalem XVIIe siècle.

Le départ des murs, en hébreu : היציאה מן החומות, désigne le processus de construction de nouvelles résidences, en dehors des murs de la vieille ville de Jérusalem et le déplacement du centre ville vers les nouveaux quartiers. Le processus commence au milieu du XIXe siècle et, au début du XXe siècle, celui-ci a entièrement transformé la ville. Avant le XIXe siècle, les principales zones bâties, en dehors des murs, étaient le Tombeau de David sur le mont Sion, et le village de Silwan, au sud est de Jérusalem. Au milieu du XIXe siècle, avec une superficie de seulement 1 km2, la vieille ville était devenue surpeuplée et insalubre et les prix des loyers augmentaient de plus en plus. Au milieu des années 1850, après la guerre de Crimée, des institutions telles que l'enceinte russe (en), Kerem Avraham (en), l'orphelinat Schneller (en), l'école de l'évêque Gobat (en) et le Mishkenot Sha'ananim, marquent le début de l'expansion permanente en dehors des murs de la vieille ville de Jérusalem,.

## Histoire
En 1855, Johann Ludwig Schneller, un missionnaire luthérien, venu à Jérusalem, à l'âge de 34 ans, achète une parcelle de terrain, à l'extérieur des murs de la vieille ville, alors que la région était complètement hostile. Il y construit une maison, mais est contraint de ramener sa famille à l'intérieur des murs, après plusieurs attaques de maraudeurs. Lorsque les Turcs érigent des avant-postes, le long de la route de Jaffa, entre Jérusalem et la ville portuaire de Jaffa, et que des gardes armés à cheval patrouillent sur la route, la famille revient.

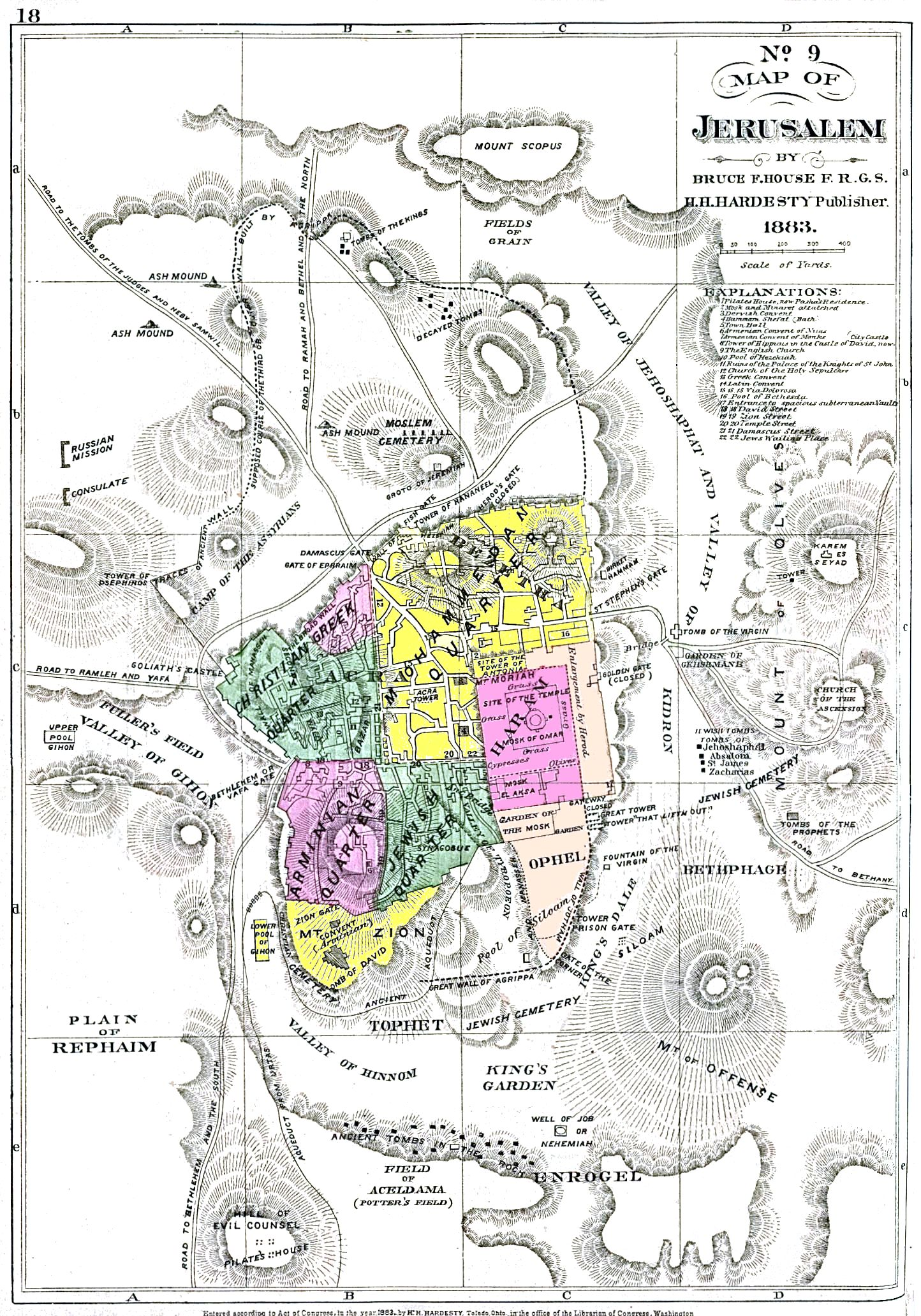
Carte de Jérusalem (1883).

Les institutions publiques suivent, avec le développement de deux quartiers juifs, soutenus par la philanthropie, les quartiers Mishkenot Sha'ananim et Mahane Israel (en).
Mishkenot Sha'ananim (en hébreu : משכנות שאננים), littéralement en français : habitation paisible, est le premier quartier juif construit en dehors des murs de la vieille ville de Jérusalem, sur une colline, directement en face du mont Sion. Il est construit par Moïse Montefiore, en 1860, en tant qu'aumônerie, payée par la succession d'un riche juif, Judah Touro, de La Nouvelle-Orléans. Comme il est situé hors les murs et ouvert aux raids des Bédouins, au pillage et au banditisme général qui sévit dans la région à l'époque, les Juifs hésitent à s'y installer, même si les logements y sont luxueux par rapport aux maisons abandonnées et surpeuplées de la vieille ville. En guise d'incitation, les gens sont payés pour y vivre et un mur est construit autour de l'enceinte avec une lourde porte qui est fermée à clé la nuit. Le nom du quartier est tiré du Livre d'Isaïe : « Mon peuple habitera dans une habitation paisible, dans des logements sûrs et dans des lieux de repos tranquilles ».
Mahane Israel (en), en hébreu : מחנה ישראל, créé en 1869, est le deuxième quartier juif à être construit en dehors des murs de la vieille ville. Mahane Israël est un « quartier communal » et est construit par et pour les Juifs du Maghreb (en).
Nahalat Shiv'a (en) est le troisième quartier résidentiel, construit en dehors des murs de la ville. Il est fondé en 1869 par sept familles de Jérusalem qui mettent en commun leurs fonds pour acheter le terrain et y construire des maisons. Des lots sont mis en vente et Yosef Rivlin obtient le droit de construire la première maison du quartier.
Les quartiers qui composent celui de Nahalaot sont créés hors les murs, à la fin des années 1870. Le premier est Mishkenot Yisrael, construit en 1875. Le nom vient d'un verset biblique : « Que tes tentes sont belles, ô Jacob, tes demeures, ô Israël. ». Mazkeret Moshe (en) est fondé par Moïse Montefiore, en 1882, en tant que quartier des Ashkénazes. Ohel Moshe est un quartier séfarade établi à proximité.
En 1875, Nisan Bak (en) fonde le quartier juif Kirya Ne'emana (en), populairement connu sous le nom de Batei Nissan Bak (en français : maisons Nissan Bak). Bak achète le terrain et paie pour la construction du quartier, en face de la porte de Damas de la vieille ville, sous les auspices de Kollel Vohlin. Le quartier est à l'origine destiné aux Juifs hassidiques, mais faute de financement, seules 30 des 60 maisons prévues sont construites,. Le reste des terres est réparti entre plusieurs autres groupes : Juifs syriens, irakiens et persans. Dans les années 1890, un autre quartier, Eshel Avraham, est érigé à côté de Kirya Ne'emana pour les Juifs géorgiens et les caucasiens.
Nahalat Shimon (en) est fondée en 1891 par des Kollels des communautés séfarades et ashkénazes, pour loger les pauvres juifs yéménites et séfarades. Le terrain est acheté en 1890 et les premières maisons sont construites peu après, abritant 20 familles pauvres. La pierre angulaire du quartier est posée en 1890, près de la tombe de Siméon le Juste (en),.